# Gaura hexandra
Gaura hexandra là một loài thực vật có hoa trong họ Anh thảo chiều. Loài này được Ortega mô tả khoa học đầu tiên năm 1797.